# Richard Denning
Pour les articles homonymes, voir Denning.

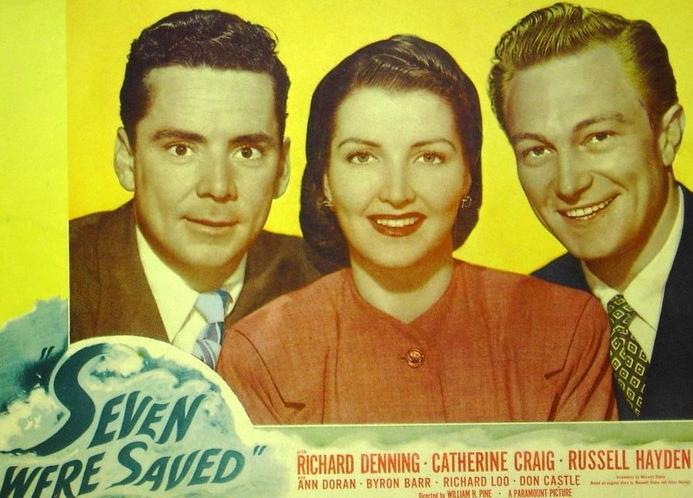
Avec Russell Hayden et Catherine Craig, dans Seven Were Saved (1947, poster promotionnel)

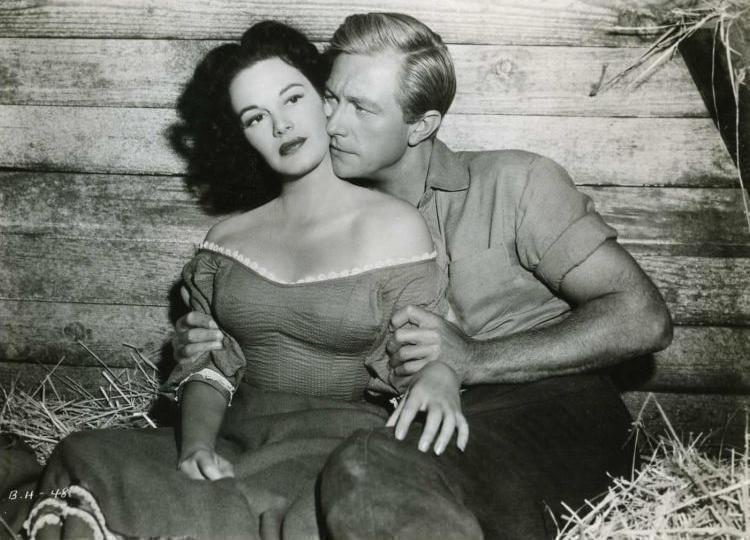
Avec Patricia Medina, dans The Buckskin Lady (1957, photo promotionnelle)

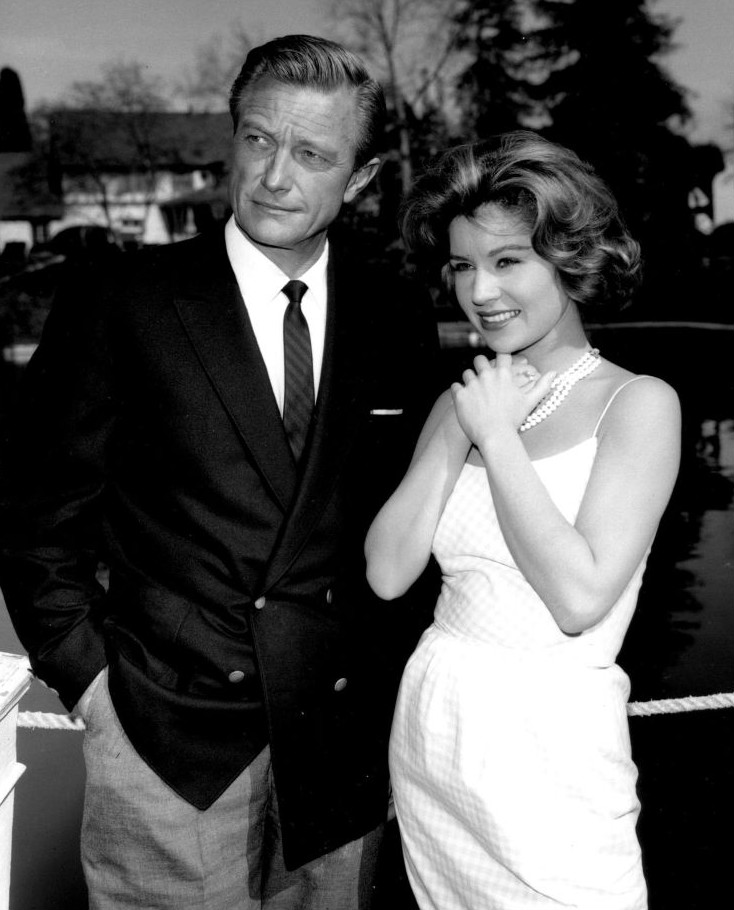
Avec Pat Crowley, dans Michael Shayne (1961)

Richard Denning est un acteur américain, de son vrai nom Louis Albert Heindrich Denninger Jr., né le 27 mars 1914 à Poughkeepsie (État de New York), mort le 11 octobre 1998 à Escondido (Californie).

## Biographie
Au cinéma, Richard Denning apparaît dans quatre-vingt-douze films américains (dont des westerns), entre 1937 et 1968. Parmi ses films notables, mentionnons La Famille Stoddard de Gregory Ratoff (1941, avec Ingrid Bergman et Warner Baxter), La Clé de verre de Stuart Heisler (1942, avec Alan Ladd et Veronica Lake), Chaînes du destin de Mitchell Leisen (1950, avec Barbara Stanwyck et John Lund), L'Étrange Créature du lac noir de Jack Arnold (1954, avec Richard Carlson et Julie Adams), ou encore Elle et lui de Leo McCarey (version de 1957, avec Deborah Kerr et Cary Grant).
Pour la télévision, de 1951 à 1980, il contribue à deux téléfilms et à dix-neuf séries, dont soixante-neuf épisodes d’Hawaï police d'État (de 1968 à 1980), où il tient le rôle du gouverneur d'Hawaï.
Il se produit également à la radio de 1948 à 1951, dans la série My Favorite Husband (en), aux côtés de Lucille Ball.
Richard Denning est l'époux en premières noces d'Evelyn Ankers (de 1942 jusqu'au décès de celle-ci, en 1985), avec laquelle il joue dans deux films, le premier en 1946 (Beauté noire de Max Nosseck, avec également Mona Freeman), le second en 1960 (No Greater Love, dernier film de l'actrice).
Pour sa contribution à la télévision, une étoile lui est dédiée sur le Walk of Fame d'Hollywood Boulevard.

## Filmographie partielle

### Au cinéma
- 1937 : Hold 'Em Navy (en) de Kurt Neumann
- 1937 : Une nation en marche (Wells Fargo) de Frank Lloyd
- 1938 : Les Flibustiers (The Buccaneer) de Cecil B. DeMille
- 1938 : The Big Broadcast of 1938 de Mitchell Leisen et James P. Hogan
- 1938 : Toura, déesse de la Jungle (Her Jungle Love) de George Archainbaud
- 1938 : College Swing de Raoul Walsh
- 1938 : Casier judiciaire (You and Me) de Fritz Lang
- 1938 : La Ruée sauvage (The Texans) de James P. Hogan
- 1938 : Give Me a Sailor d'Elliott Nugent
- 1938 : Campus Confessions de George Archainbaud
- 1938 : L'Évadé d'Alcatraz (King of Alcatraz) de Robert Florey
- 1938 : Trafic illégal (Illegal Traffic) de Louis King
- 1938 : Say It in French de Andrew L. Stone
- 1939 : Ambush de Kurt Neumann
- 1939 : Le Parfum de la dame traquée (Persons in Hiding) de Louis King
- 1939 : Le Roi de Chinatown (King of Chinatown) de Nick Grinde
- 1939 : I'm from Missouri de Theodore Reed
- 1939 : Sudden Money de Nick Grinde
- 1939 : Pacific Express (Union Pacific) de Cecil B. DeMille
- 1939 : Some Like It Hot de George Archainbaud
- 1939 : Undercover Doctor de Louis King
- 1939 : L'Affaire Gracie Allen (The Gracie Allen Murder Case) de Alfred E. Green
- 1939 : Grand Jury Secrets de James P. Hogan
- 1939 : Million Dollar Legs de Nick Grinde
- 1939 : The Star Maker de Roy Del Ruth
- 1939 : Le Gangster espion (Television Spy) d'Edward Dmytryk
- 1939 : Disputed Passage de Frank Borzage
- 1939 : Our Neighbors The Carters de Ralph Murphy
- 1939 : The Night of Nights de Lewis Milestone
- 1939 : Geronimo de Paul Sloane
- 1940 : Seventeen de Louis King
- 1940 : Police-secours (Emergency Squad) d'Edward Dmytryk
- 1940 : Parole Fixer de Robert Florey
- 1940 : The Farmer's Daughter de James P. Hogan
- 1940 : Those Were the Days de Theodore Reed
- 1940 : Les Bas-fonds de Chicago (Queen of the Mob) de James Patrick Hogan
- 1940 : Le Gant d'or (Golden Gloves) d'Edward Dmytryk
- 1940 : Les Tuniques écarlates (North West Mounted Police) de Cecil B. DeMille
- 1940 : Love Thy Neighbor de Mark Sandrich
- 1941 : West Point Widow de Robert Siodmak
- 1941 : La Famille Stoddard (Adam had Four Sons) de Gregory Ratoff
- 1942 : Mabok, l'éléphant du diable (Beyond the Blue Horizon) de Alfred Santell
- 1942 : Quiet Please, Murder (en) de John Larkin
- 1942 : La Clé de verre (The Glass Key) de Stuart Heisler
- 1946 : The Fabulous Suzanne (en) de Steve Sekely
- 1946 : Beauté noire (Black Beauty) de Max Nosseck
- 1947 : Seven Were Saved de William H. Pine
- 1948 : L'Île inconnue (Unknown Island) de Jack Bernhard
- 1950 : Chaînes du destin (No Man of Her Own) de Mitchell Leisen
- 1951 : Week-End with Father de Douglas Sirk
- 1951 : Secrets of Beauty d'Erle C. Kenton
- 1952 : Une fille à bagarres (Scarlet Angel) de Sidney Salkow
- 1952 : Le Relais de l'or maudit (Hangman's Knot) de Roy Huggins
- 1953 : Le 49ème homme (The 49th Man) de Fred F. Sears
- 1953 : Le Crime de la semaine (The Glass Web) de Jack Arnold
- 1954 : L'Appel de l'or (Jivaro) d'Edward Ludwig
- 1954 : Objectif Terre (Target Earth) de Sherman A. Rose
- 1954 : La Bataille de Rogue River (The Battle of Rogue River) de William Castle
- 1954 : L'Étrange Créature du lac noir (Creature from the Black Lagoon) de Jack Arnold
- 1955 : Le Brave et la Belle (The Magnificent Matador) de Budd Boetticher
- 1955 : Le Tueur au cerveau atomique (Creature with the Atom Brain) d'Edward L. Cahn
- 1955 : L'Arme qui conquit l'Ouest (The Gun That Won the West) de William Castle
- 1955 : Piège double (en) (The Crooked Web) de Nathan Juran
- 1955 : Day the World Ended de Roger Corman
- 1956 : Girls in Prison d'Edward L. Cahn
- 1956 : The Oklahoma Woman de Roger Corman
- 1957 : Naked Paradise de Roger Corman
- 1957 : The Buckskin Lady (en) de Carl K. Hittleman
- 1957 : Le Scorpion noir (The Black Scorpion) d'Edward Ludwig
- 1957 : Elle et lui (An Affair to remember) de Leo McCarey
- 1958 : Madame et son pilote (The Lady takes a Flyer) de Jack Arnold
- 1963 : Trio de terreur (Twice-Told Tales) de Sidney Salkow
- 1968 : Foxy (I sailed to Tahiti with an All Girl Crew) de Richard L. Bare

### À la télévision
(séries, sauf mention contraire)
- 1952-1954 : Mr. & Mrs. North : 57 épisodes
- 1954 : Schlitz Playhouse of Stars
- 1956 : Cheyenne
  - Saison 1, épisode 7 Decision de Richard L. Bare
- 1957-1958 : General Electric Theater
- 1958 : Studio One
- 1960-1961 : Michael Shayne (en)
  - Saison unique, 32 épisodes : rôle-titre
- 1966 : Alice Through the Looking Glass, téléfilm d'Alan Handley
- 1968 : Les Espions (I Spy)
  - Saison 3, épisode 18 Un certain Smith (This Guy Smith) de Ralph Senensky
- 1968-1980 : Hawaï police d'État (Hawaii Five-0) : Saisons 1 à 12, 69 épisodes : Le gouverneur d'Hawaï
  - Saison 1, épisode 3 Ballade en bateau (Full Fathom Five) de Richard Benedict (1968)
  - Saison 1, épisode 4 Nous serons des étrangers (Strangers in Our Own Land) de Herschel Daugherty (1968)
  - Saison 1, épisode 6 Le Samouraï (Samurai) d'Alvin Ganzer (1968)
  - Saison 3, épisode 11 Le Voleur de Monopoly (Over Fifty ? Steal) de Bob Sweeney (1970)
- 1974 : Un shérif à New York (McCloud)
  - Saison 4, épisode 3 A Cowboy in Paradise de Jerry Paris
- 1980 : The Asphalt Cowboy, téléfilm de Cliff Bole